# Stanley Cavell
Pour les articles homonymes, voir Cavell.
 (novembre 2009).
Si vous disposez d'ouvrages ou d'articles de référence ou si vous connaissez des sites web de qualité traitant du thème abordé ici, merci de compléter l'article en donnant les références utiles à sa vérifiabilité et en les liant à la section « Notes et références ».
Stanley Louis Cavell, né le 1er septembre 1926 à Atlanta et mort le 19 juin 2018 à Boston, est un écrivain et philosophe américain.
Il a été à partir de 1997 professeur émérite d'esthétique et de théorie générale de la valeur (Value theory (en)) qu'il enseigne à partir de 1963 à l'université Harvard. Son travail philosophique se situe à la croisée de la philosophie continentale et de la philosophie analytique américaine,. Il est connu pour ses travaux de philosophie sur le cinéma notamment avec ses ouvrages La Projection du monde, À la recherche du bonheur, Le cinéma nous rend-il meilleurs ? et Philosophie des salles obscures.

## Biographie
Stanley Cavell est né dans une famille juive d'Atlanta (Géorgie), une ville qui lui rappellera toujours à quel point le cours de l'histoire américaine fut depuis le départ marqué par l'esclavage.
La famille de son père est originaire du shtetl de Bialystok, un petit village au Nord-Est de la Pologne à la frontière de la Biélorussie.
Son père est nommé Goldstein lors de son arrivée aux États-Unis en 1905.
Il fait partie de cette vague d'immigration juive d'Europe centrale et de l'Est qui part pour échapper aux pogroms.
C'est incontestablement de son père que Stanley, un prénom qu'affectionnaient les familles juives nouvellement arrivées en Amérique, tient un fond de judaïsme ou d'esprit juif en même temps que sa gratitude pour cette terre de la seconde chance ou de la seconde naissance.
C'est l'année de sa Bar Mitzvah que son père lui révèle le véritable nom de sa famille : Kawaliersky. Kawaliersky n'est pas un véritable nom juif ; les Juifs de Pologne étaient contraints de s'inventer un nom pour se plier aux différentes campagnes de recensement des pouvoirs administratifs de l'époque. Quoi qu'il en soit, symboliquement, c'est le nom du père que Stanley Goldstein choisira, en l'américanisant, pour se renommer Stanley Cavell.
De sa mère, Fanny Segal, pianiste, dotée de l'oreille absolue, Stanley Goldstein-Cavell acquiert le goût et le don de la musique. Il suit une éducation musicale. En 1943, il est réformé malgré sa volonté de s'engager dans les forces armées américaines à cause d'un accident à l'oreille.
En 1947, il reçoit le diplôme de Bachelor of Arts in Music à Berkeley. Mais peu après avoir été admis à Juilliard, il renonce à ses études de musique pour commencer un cycle de philosophie à l'UCLA.
Il entame une éducation philosophique dont il témoigne en critiquant une certaine forme de professionnalisation de la philosophie dans le contexte culturel et politique de ces années 1950-60.
À cette époque, Stanley Cavell se demande comment « écrire » de la philosophie. Il s'intéresse à la critique américaine notamment à Lionel Trilling, ou à certains intellectuels juifs new-yorkais comme Michael Fried ou Robert Warshaw. Il lit Sigmund Freud et notamment Psychopathologie de la vie quotidienne. Comme Wittgenstein à une autre époque, il fréquente les cinémas ; il accordera une grande importance au septième art dans son travail.
Vie quotidienne et écriture sont deux thèmes liés chez lui dans la mesure où il assigne à la philosophie le rôle d'un exercice de connaissance de soi, thérapie ou éducation.
C'est vers le début des années 1960 qu'il étudie avec John Langshaw Austin à Harvard et qu'une toute nouvelle manière de philosopher, en prise avec le langage ordinaire, permet à Stanley Cavell de trouver sa voie.
Ses premiers essais sont une défense de son maître à laquelle il mêle l'apport de la philosophie du langage de Wittgenstein. Il écrit une thèse sur L'Exigence de la rationalité (the claim of rationality) qu'il refondera et prolongera dans les Voix de la Raison (the claim of reason).
Il commence sa carrière d'enseignant à Berkeley, puis revient à Harvard définitivement.
Stanley Cavell se fait un nom en philosophie avec un recueil d'essais intitulé Must We Mean What We Say? (1969), et traduit en français par Dire et vouloir-dire (2009). Ces essais sont écrits dans l'optique d'une philosophie du langage ordinaire. Il en établit le  programme d'étude : l'usage du langage, la métaphore, le scepticisme, la tragédie, l'interprétation littéraire. Ce livre a ses sources chez Austin, dont Cavell défend la méthode, et  chez le second Wittgenstein. Un de ces essais présente au lecteur de 1969 Le Livre sur Adler de Søren Kierkegaard.
Dans The World Viewed (1971) (La projection du monde), Stanley Cavell se penche sur l'ontologie de la photographie et le cinéma. Ce livre constitue une réflexion sur le modernisme en art, et la nature du média, marqué par l'importance du critique d'art Michael Fried mais tout aussi bien par la vision de Heidegger développée dans L'origine de l’œuvre d'art.
Les Voix de la Raison, traduction de The Claim of Reason: Wittgenstein, Skepticism, Morality, and Tragedy (1979) est peut-être le plus connu de ses livres. C'est le  centre de son œuvre, ré-écriture de sa thèse de doctorat.
À partir des années 1980, Stanley Cavell écrit des essais sur des thèmes communs à cheval sur plusieurs domaines, suivant en cela une orientation de l'université aux États-Unis. En effet, la philosophie de Cavell aborde par exemple la théorie du cinéma (Film Theory) aussi bien que les études sur le genre (Gender Studies) ou encore les études culturelles (Cultural Studies). On note à cette période, la présence de plus en plus forte de références à Ralph Waldo Emerson (à qui Cavell est notamment amené par son étude sur Thoreau). L'influence d'Emerson pousse Cavell à identifier une dimension morale et intellectuelle qu'il appelle le perfectionnisme (ou « éthique de la vertu »), et qui est à la croisée des champs disciplinaires qu'en France on appellerait l'esthétique, la philosophie morale et la philosophie politique.
Dans A la recherche du bonheur - Hollywood et la comédie du remariage (1981), il étudie les comédies américaines des années 1930 et 1940 en les confrontant à Emmanuel Kant, Friedrich Nietzsche et Sigmund Freud. Il voit dans les comédies de remariage l'illustration du perfectionnisme.
Dans Contesting Tears (1997), Cavell poursuit la réflexion entamée avec À la recherche du bonheur en analysant les comédies « tire larmes » qu'il rebaptise « mélodrames de la femme inconnue » à partir de quatre exemples : Stella Dallas de King Vidor, Hantise de George Cukor, Now, Voyager d'Irving Rapper et Lettre d'une inconnue de Max Ophüls.
C'est dans Pitch of philosophy (ensemble de conférences données à Jérusalem) que Cavell livre le plus d'éléments autobiographiques et qu'il invite ses lecteurs à penser de façon philosophique.
Dans Cities of Words (2004), Cavell retrace une généalogie  du perfectionnisme moral, un mode de pensée morale qui parcourt l'histoire de la philosophie et de la littérature occidentale. Partant de la définition qu'en donne Ralph Waldo Emerson, le livre ouvre des pistes à la recherche des traits de ce perfectionnisme dans la philosophie, la littérature mais aussi le cinéma.
Le 7 mai 2010, Stanley Cavell a reçu les insignes de docteur honoris causa de l'ENS Lyon. La même année, il publie une autobiographie intitulée Little Did I Know: Excerpts from Memory.

## Réception de son œuvre en France
La pensée de Stanley Cavell est mieux connue en langue française depuis les traductions des années 1990 aux éditions de l'Éclat, menées par Claude Imbert, Sandra Laugier, Christian Fournier, Christiane Chauviré ou encore Élise Domenach. Certains de ses essais traduits en français ont été réunis sous le titre Qu'est-ce que la philosophie américaine ?.

## Philosophie
Stanley Cavell développe depuis The Claim of Reason: Wittgenstein, Skepticism, Morality and Tragedy, publié en 1979, un programme de recherche sur des thèmes aussi variés que la comédie romantique shakespearienne, le cinéma, la culture populaire américaine, le scepticisme gnoséologique et moral, John Dewey, Friedrich Nietzsche, Ralph Waldo Emerson, Heinrich von Kleist et Éric Rohmer. Certains commentateurs de Cavell évoquent une œuvre « hébraïque » imprévisible et n'appartenant pas à un genre codifié.
Sous l'influence d'Emerson et de Thoreau, le perfectionnisme émersonien repris par Cavell est d'une grande importance dans la compréhension de la pensée américaine.
Stanley Cavell se situe dans un tournant linguistique et analytique typique d'un héritage positiviste en Amérique (bien que le positivisme fut largement considéré comme mort dans les cercles Américains au moment où Cavell avait commencé sa carrière), dans le fil notamment de l'immigration des penseurs des cercles de Vienne.
Et cela, à une époque qui s'est avérée importante du point de vue de la constitution de la discipline philosophique et de son corps professoral au sein de l'université américaine. Mais Cavell se montre critique envers plusieurs points de cet héritage : l'éloignement de la figure de l'intellectuel, la professionnalisation de la philosophie, la rupture et l'isolement culturels. Stanley Cavell n'a jamais abandonné le dialogue avec la philosophie continentale, depuis sa lecture des romantiques allemands (Schlegel, Goethe) et anglais (Coleridge, Wordsworth) jusqu'à celle des auteurs français les plus contemporains comme Jacques Lacan, Jacques Derrida, Maurice Blanchot.
Peut-être ce double héritage lui permet-il de trouver une troisième voie : dès ses premiers essais, Stanley Cavell adopte un ton assez nouveau en philosophie, qui tranche avec le type d'argumentation dans lequel il voit l'exercice de la philosophie en Amérique s'enfermer. La philosophie se définit, selon lui, d'abord comme la production de textes. Mais il n'embrasse pas pour autant la French Theory en Amérique, dans laquelle il voit une forme importée. Stanley Cavell préfère valoriser une forme proprement américaine de philosophie. La philosophie comme littérature est chez Stanley Cavell un thème central. De même pensée savante et art populaire se croisent dans ses analyses.

## Publications

### Ouvrages
- 1969 : (en) Must we mean what we say ? : A book of Essays, New York, Scribner
  - Dire et vouloir dire : Livre d'essais  (trad. Sandra Laugier et Christian Fournier), Le Cerf, 2009
- 1979 : (en) The Claim of Reason : Wittgenstein, Skepticism, Morality and Tragedy, Oxford University Press
  - Les Voix de la raison : Wittgenstein, le scepticisme, la moralité et la tragédie  (trad. Sandra Laugier et Nicole Balso), Paris, Le Seuil, 1996
- 1971, The World Viewed: Reflections on the Ontology of Film, New York, Viking Press; 2e édit. augm. (1979) London, Harvard university Press.
  - Traduction française de Christian Fournier : La Projection du monde, Paris, Belin, 1999.
- 1972 : The Senses of Walden, San Francisco, North Point Press.
  - Traduction française de Omar Berrada et Bernard Rival : Sens de Walden, Paris, Théâtre Typographique, 2007.
- 1981 : Pursuits of Happiness : The Hollywood Comedy of Remarriage, Harvard University Press.
  - Traduction française de Sandra Laugier et Christian Fournier : À la recherche du bonheur - Hollywood et la comédie du remariage, Paris, Les Cahiers du cinéma, 1993.
- 1984 : Themes out of School: Effects and Causes, San Francisco, North Poit Press.
- 1987 : Disowning knowledge: in six plays of Shakespeare, Cambridge and New York, Cambridge University Press.
  - Traduction française de Jean-Pierre Marquelot : Le Déni de savoir dans six pièces de Shakespeare, Paris, Seuil, 1993.
- 1988 : Conditions handsome and unhandsome : the constitution of Emersonian perfectionism, Chicago, Chicago University Press.
  - Traduction française : Conditions nobles et ignobles - La constitution du perfectionnisme moral émersonnien, traduction par Christian Fournier et Sandra Laugier, Combas, Éditions de l'Éclat, 1993.
- 1991 : Une nouvelle Amérique encore inapprochable, tr. fr. Sandra Laugier-Rabaté, Combas, Éditions de l'Éclat.
- 1992 : Statuts d'Emerson - Constitution, philosophie, politique, tr. fr. Sandra Laugier, Combas, Éditions de l'Éclat.
- 1994 : Pitch of philosophy: autobiographical exercises, Cambridge, Harvard University Press.
  - Traduction française : Un ton pour la philosophie, traduction de Sandra Laugier, Paris, Bayard, 2003.
- (en) Stanley Cavell, In Quest of the Ordinary : Lines of Skepticism and Romanticism, University of Chicago Press, 1988, 200 p. (ISBN 978-0-226-09818-0, lire en ligne)
- (en) Stanley Cavell, Contesting tears : The Hollywood Melodrama of the Unknown Woman, University of Chicago Press, 1997
- (en) Stanley Cavell, Cities of Words : Pedagogical Letters on a Register of the Moral Life, The Belknap Press, 2004
- (en) Stanley Cavell, Little Did I Know : Excerpts from Memory, Stanford, CA, Stanford University Press, 2010, 584 p. (ISBN 978-0-8047-7508-3, lire en ligne)

### Articles
- « Notes and Afterthoughts on the Opening of Wittgenstein’s Investigations », in Philosophical Passages: Wittgenstein, Emerson, Austin, Derrida, Oxford, Blackwell : les pages 124 à 186, 1995.
- Stanley Cavell, « L'ordinaire et l'inquiétant », Rue Descartes, no 39,‎ janvier 2003, p. 88 (DOI 10.3917/rdes.039.0088)
- Stanley Cavell, « Silences, Bruits, Voix », Futur antérieur, vol. 38, no 4,‎ 1996 (lire en ligne, consulté le 15 avril 2012)
- (en) Stanley Cavell, « Who Disappoints Whom? », Critical Inquiry, vol. 15, no 3,‎ printemps 1989 (lire en ligne, consulté le 15 avril 2012)Réponse à « L’âme désarmée d’Allan Bloom »[Quoi ?]